# Batalha dos Guararapes
A Batalha dos Guararapes foi um confronto militar travado em 18 e 19 de abril de 1648 e depois em 19 de fevereiro de 1649, entre o Exército da Holanda e as tropas do Império Português. As batalhas aconteceram no Monte dos Guararapes, localizado na atual Jaboatão dos Guararapes, município da Região Metropolitana do Recife, na então Capitania de Pernambuco, atual estado de Pernambuco. Ocorreu no âmbito da Guerra da Restauração da independência de Portugal face à Espanha, levando as tropas portuguesas a recuperar os territórios ultramarinos (coloniais) que haviam sido ocupados pelos holandeses durante o domínio espanhol, tal como o Nordeste do Brasil e o Litoral de Angola e Timor por exemplo.
A dupla vitória portuguesa, nos montes Guararapes, é considerada o episódio decisivo da Insurreição Pernambucana, que pôs fim às invasões holandesas no Brasil e ao chamado "Brasil Holandês" (Nova Holanda, para os holandeses), no século XVII. A assinatura da capitulação holandesa deu-se em 1654, no Recife, de onde partiram os últimos navios batavos em direção à Europa.
O primeiro confronto, em 19 de abril de 1648, no qual as tropas da resistência que lutavam contra os holandeses eram formadas maioritariamente por portugueses nascidos no Brasil (brasileiros brancos, negros e ameríndios) e também por militares portugueses nascidos na metrópole, teve o objetivo comum de expulsar os invasores holandeses. Apesar deste confronto militar ter sido em defesa do Império Português, do qual o Brasil fazia parte, a data foi simbolicamente adotada como marco oficial do surgimento do Exército Brasileiro e por alguns acadêmicos como a consolidação da identidade trirracial brasileira.

## Primeiro confronto

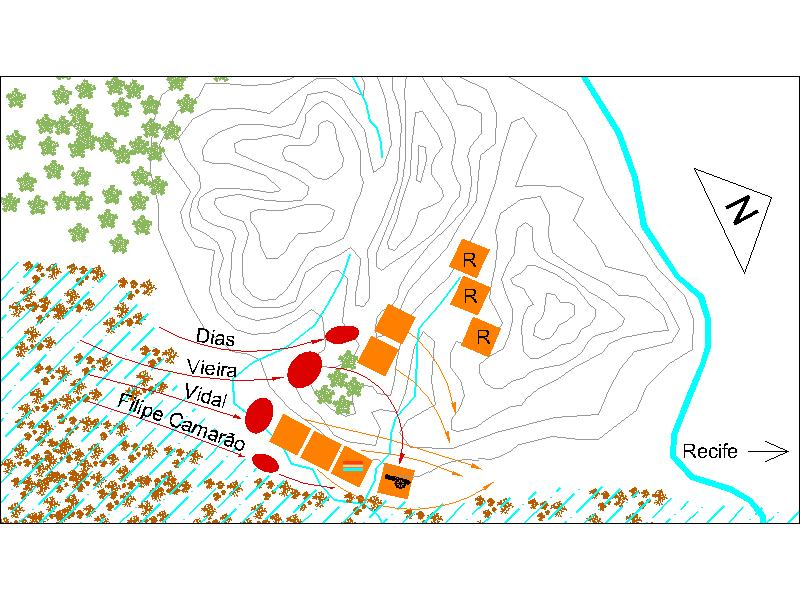
Ataque luso e recuo holandês

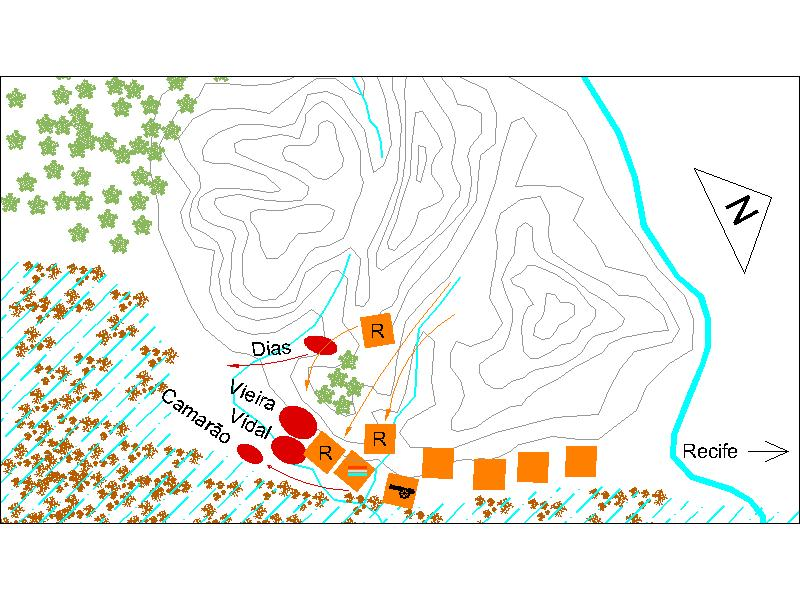
Contra-ataque surpresa da reserva holandesa

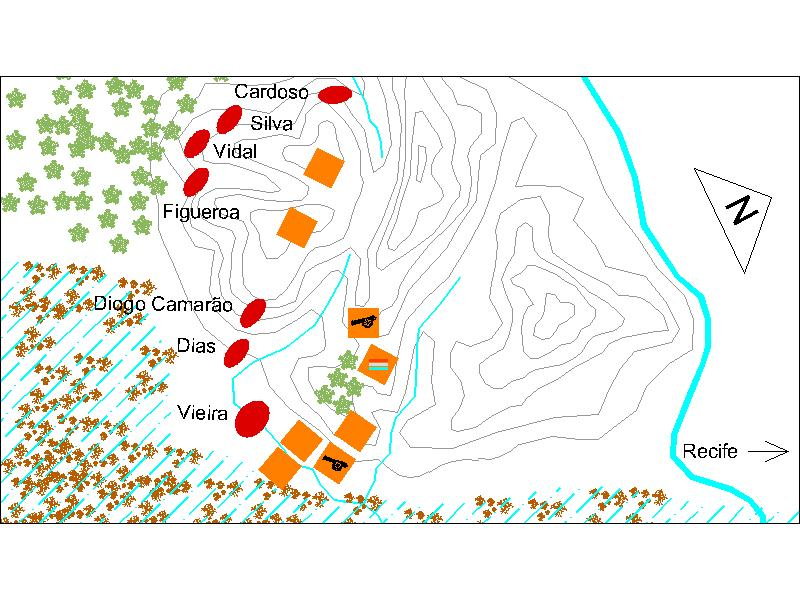
Posições iniciais

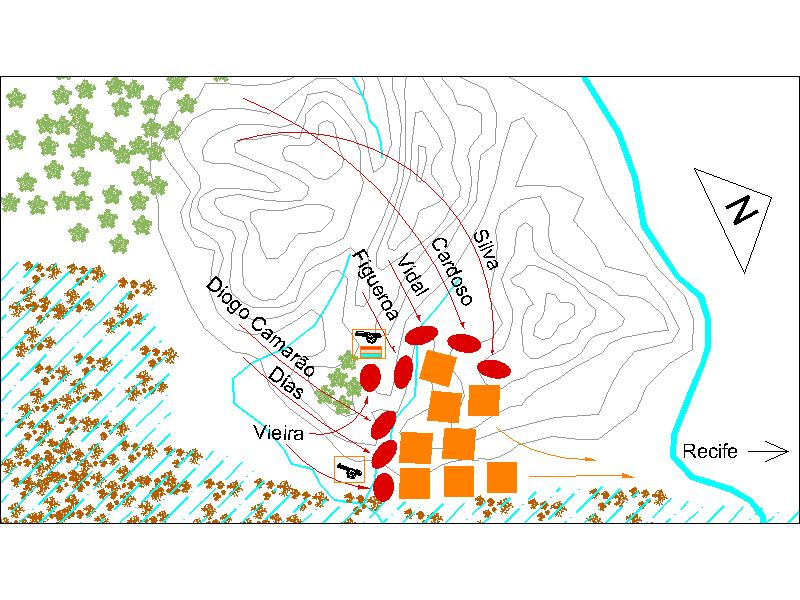
Desenvolvimento da batalha

O primeiro confronto travado entre o exército da Holanda e os defensores do Império Português aconteceu em 18 e 19 de abril de 1648 no Morro dos Guararapes, Capitania de Pernambuco, Brasil Colonial.

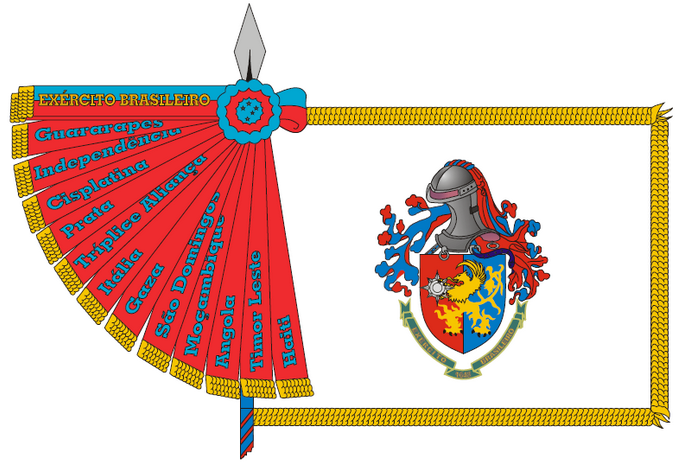
Presença na primeira fita do Estandarte do Exército Brasileiro.

Os holandeses planejavam reconquistar o Porto de Nazaré, no Cabo de Santo Agostinho, fundamental para o abastecimento do Arraial Velho do Bom Jesus, por onde entravam as armas e munições usados pela resistência luso-brasileira. Sob o comando do coronel Sigismundo de Schkoppe, os combatentes holandeses sabiam da importância estratégica de ocupar primeiro o povoado de Muribeca, onde havia grande quantidade de farinha de mandioca para abastecer os soldados.
Porém, os generais Fernandes Vieira e Vidal de Negreiros, sabendo dos planos de invasão, impediram a ação no Morro dos Guararapes, por onde os holandeses, vindos do Recife, teriam que passar para chegar a Muribeca. Este primeiro confronto terminou com vitória luso-brasileira, apesar do seu efetivo não passar de 2 200 homens, contra 7 400 do exército inimigo. O saldo da guerra foi de 1 200 holandeses mortos, sendo 180 oficiais e sargentos. Do lado luso-brasileiro, foram 84 mortos. O combate mais intenso durou cerca de cinco horas. No campo de batalha tombaram, além de holandeses e luso-brasileiros, ingleses, franceses, poloneses, negros africanos e índios tupis e tapuias. Muitos soldados holandeses afogaram-se em alagadiços nos arredores do Morro dos Guararapes. Debilitado para o combate, o exército da Companhia Holandesa das Índias Ocidentais não resistiu ao vigor, preparo e conhecimento do terreno dos luso-brasileiros. Nos momentos decisivos do confronto, os holandeses tentaram dominar o flanco ocupado pelos negros, comandados por Henrique Dias, mas as tropas comandadas por Vieira e Vidal vieram em seu auxílio, massacrando os holandeses. A segunda batalha aconteceria dez meses depois, em fevereiro de 1649, no mesmo local.
Segue um resumo da descrição do primeiro confronto, segundo Diogo Lopes Santiago, um cronista da guerra da época:

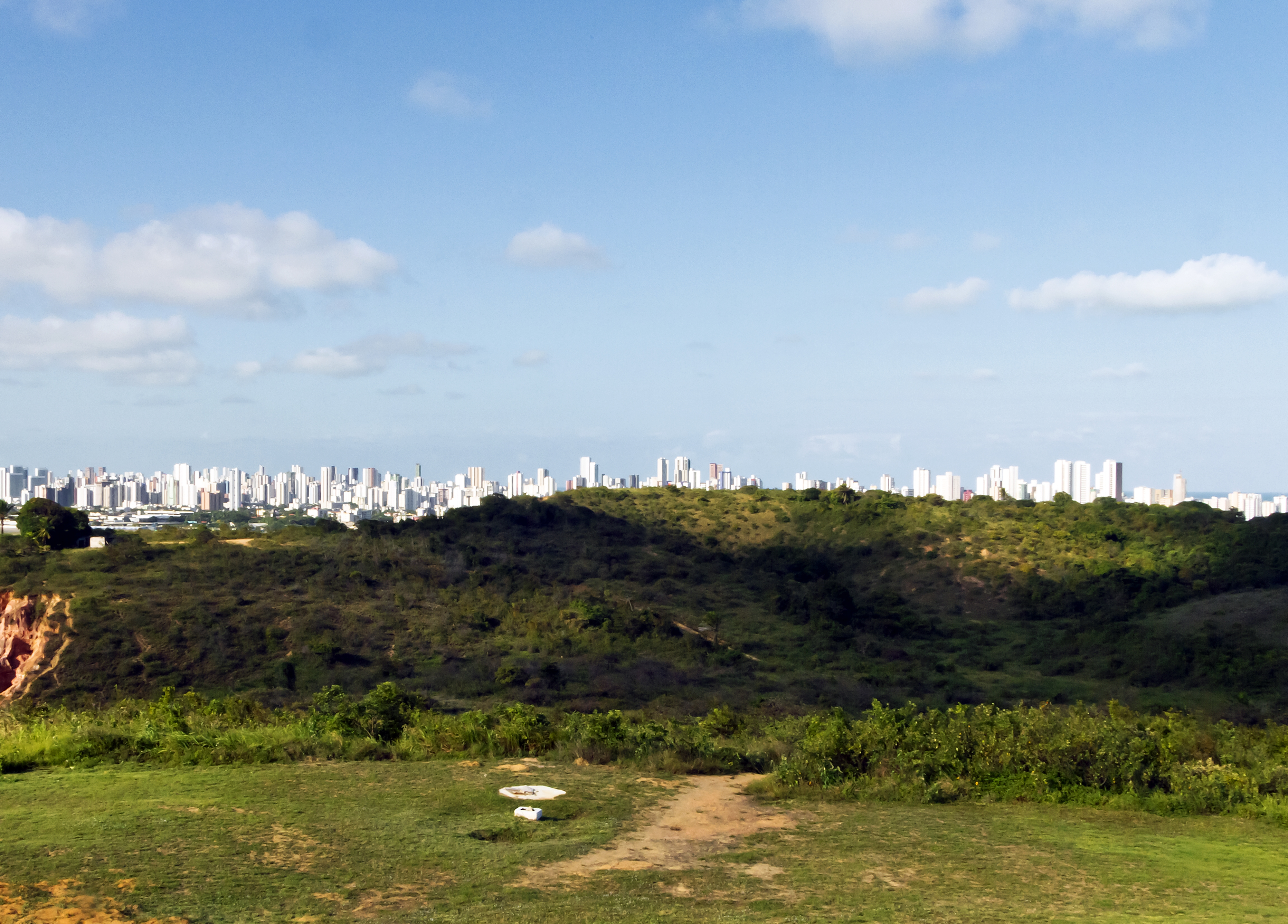
Morro dos Guararapes, local onde foram travadas as Batalhas dos Guararapes, com Recife ao fundo. O Parque Histórico Nacional dos Guararapes é bem tombado pelo IPHAN.

Tanto que nossa infantaria se escondeu nos mangues ao pé do último monte, Antônio Dias Cardoso ordenou a 20 de seus melhores homens que fossem com 40 dos índios de Filipe Camarão procurar o inimigo, que marchava do Recife pelo caminho dos Guararapes.
Na entrada dos montes, nossos 60 soldados atacaram a vanguarda holandesa e vieram se retirando sem dar costas ao inimigo, atraindo-o a uma passagem estreita entre os montes e o mangue, até poucos passos de onde estava o nosso exército. Do nosso lado houve certa confusão e opiniões de retirada frente àquele exército tão superior, mas os dois mestres de campo, João Fernandes Vieira e André Vidal de Negreiros, resolveram, conforme combinado, enfrentá-los ali, dando a primeira carga e investindo no inimigo à espada, mesmo que sob fogo dos mosquetes.
Marchou André Vidal pela baixa com o Camarão à sua direita pelo mangue. Vieira avançou pelo alto com Henrique Dias à sua esquerda. Aguardaram as nossas duas espantosas cargas de mosquetaria e artilharia sem da nossa parte se dar nenhum tiro, indo ao encontro do inimigo já bem perto. Neste tempo, por toda parte, disparou nosso fogo de uma só vez, causando grande dano e desorganização nos esquadrões inimigos. Logo os nossos sacaram as espadas e atacaram com tanto ímpeto e violência que não puderam os lanceiros conter os nossos de infiltrarem-se, matarem e destroçarem por meia hora, até que lhes pusessem em fuga.
Fugindo e descendo do monte, a seu pesar com mais presteza do que subira, os que escaparam de Dias e Vieira se juntaram aos que estavam em retirada pela campina pressionados por Vidal e Camarão. Ganhamos todos os canhões do inimigo e muita bagagem, motivo que levou muitos soldados ao saque e à euforia.
Como esperado em exércitos como aquele holandês, ter gente de reserva para situações difíceis lhes valeu um contra-ataque fulminante pegando nossos soldados desorganizados, além de exaustos, que se puseram em fuga monte abaixo.
A luta desesperada que seguiu daí pela defesa da passagem estreita (apelidada boqueirão) durou várias horas, com os oficiais (nossos e inimigos) no meio da ação. Acabamos por perder 4 das 6 peças da artilharia ganha. Por fim, o campo ficou nosso e o alto dos montes do inimigo.
O general holandês, gravemente ferido no tornozelo, determinou a retirada durante a noite deixando dois canhões apontados para o boqueirão, disfarçando seu recuo para o Recife.

## Segundo confronto

Ex-voto (Batalha dos Guararapes), pintado em 1758. Coleção do Museu Histórico Nacional.

O segundo confronto entre o exército da Holanda e os defensores do Império Português ocorreu no mesmo local, no Morro dos Guararapes, em 19 de fevereiro de 1649.
Foi vencida pelos portugueses e destaca-se como episódio decisivo na Guerra da Restauração e particularmente na Insurreição Pernambucana, que culminou no término das Invasões holandesas do Brasil, no século XVII. A assinatura da capitulação deu-se em 1654, no Recife, de onde partiram os últimos navios holandeses em direção à Europa.
Segue um resumo da descrição da batalha segundo o cronista contemporâneo Diogo Lopes Santiago (in História da Guerra de Pernambuco, livro 5, capítulo V: ...Da Famosa Vitória que os Portugueses Alcançaram...):
Havendo aprestado as coisas necessárias, o exército holandês saiu do Recife em 18 de fevereiro de 1649, com cinco mil homens de guerra, todos soldados experientes, com que fazia mais forte o poder que o da batalha passada. Traziam também 200 índios, duas companhias de negros e 300 marinheiros que se dispuseram a enfrentar a luta na campanha; 6 canhões, 12 bandeiras, trombetas, caixas e clarins. Posto que não lustrosos com as golas e enfeites que da primeira vez traziam, vinham com longas lanças com as quais andaram treinando para defender a integridade dos esquadrões contra os ataques infiltrados de nossa infantaria.
No tempo que chegou nosso exército ao primeiro monte já estava o inimigo formado em todos os outros e na baixa (boqueirão) onde havia ocorrido o principal da batalha anterior. Mandou Francisco Barreto de Meneses fazer alto e tomou conselho por onde haveriam de buscar a luta, se pela frente, se pela retaguarda ou se pelos lados. André Vidal de Negreiros e Francisco Figueroa deram votos que fosse pela frente, mas João Fernandes Vieira, que vinha com o grosso da gente, deu parecer contrário: que se buscasse o inimigo pela retaguarda (como na 1ª batalha) uma vez que onde estavam não tinha água e deveriam acampar com algum conforto ao fim da tarde, deixando o holandês à espera.
Concordou Francisco de Meneses com este último parecer e assim mandou seguirem a um engenho ali perto onde repousaram e traçaram o plano do ataque, pelo que se concordou em iniciar a ação tão logo abandonasse o inimigo suas posições, para qualquer rumo que fosse.
No dia 19, das 13h00 para as 14h00 (castigado pelo sol), tanto que foram os holandeses desocupando o alto dos montes para formarem um grande esquadrão na direção do Recife, nosso exército iniciou a aproximação.
João Fernandes Vieira com 800 de seus homens foi o primeiro a entrar na luta, bem no meio da área que chamavam boqueirão, onde o inimigo tinha 6 esquadrões e duas peças de artilharia. Após 25 min de cargas de fogo, João Fernandes tentou cortar a formação holandesa pelo alagado. Sem sucesso, de volta à posição inicial, pediu a todos que investissem à espada após uma última carga na cara do inimigo, e assim foi ganho o boqueirão à espada (apesar da brava resistência dos lanceiros holandeses), onde conquistamos 2 canhões de campanha.
Nesta altura já estavam em luta todos os nossos vindo pelo alto e fraldas do último monte: Henrique Dias, Diogo Camarão, Francisco Figueroa, André Vidal, Dias Cardoso e a cavalaria de Antônio Silva. Tomado o monte central e suas 4 peças de artilharia, bem como as tendas do comandante holandês Van den Brinck (que foi morto na ocasião), os portugueses pressionaram os inimigos até sua desintegração e fuga para Recife, sendo perseguidos por nossos cavaleiros exaustos; muitos fugiram para os matos, outros se entregaram implorando pelas vidas.

## Perdas holandesas e portuguesas na segunda batalha
Quanto às perdas sofridas pelos holandeses às mãos dos portugueses, existe um documento contemporâneo publicado em Viena, no próprio ano da batalha (1649), por um autor anónimo, em alemão e traduzido para castelhano sob o título Relación de la Victoria que los Portugueses de Pernambuco Alcançaron de los de la Compañia del Brasil en los Garerapes 19 de Febrero de 1649, onde se afirma que:
A derrota foi cruel e sangrenta, e os portugueses, matando a todos os que encontravam, continuaram a vitória pelo espaço de duas léguas, até à Barreta, onde o General deixou algumas companhias para impedir o passo aos fugitivos. Cansados todos, uns de fugir, e outros de matar e vencer. E pelo espaço de três dias andaram os portugueses dando morte e cativando aos que se tinham retirado e escondido naqueles bosques e montanhas.
|                       |  |                          |
| João Fernandes Vieira |  | André Vidal de Negreiros |

|                |  |               |
| Filipe Camarão |  | Henrique Dias |

|                      |  |                    |
| Antônio Dias Cardoso |  | Barreto de Meneses |

Nesta admirável vitória perderam os holandeses mais de 2 500 homens, entre mortos e presos, com quase todos os cabos e oficiais do seu exército, escapando só dois mestres de campo, um deles ferido na garganta, um Sargento Maior e quatro Capitães, mil soldados e cerca de 500 feridos.
Morreram o Coronel Brinck, que os governava, dois mestres de campo, o Almirante da Armada que havia desejado participar na batalha, com muitos outros capitães de navios, e oficiais da artilharia. Prisioneiros 110, em que entraram alguns cabos, e entre eles, o Regedor Pedro Poty, o que tornou a vitória mais gostosa (...).
Tomaram os portugueses as seis peças de campanha de bronze, toda a bagagem, munições e armas, porque os fugitivos as deixavam, para correr com menos embaraço, e de doze bandeiras que traziam, só duas voltaram ao Recife.
A relação impressa na Holanda diz que perderam 151 oficiais, e mais de mil soldados entre mortos e presos, mas as cartas escritas do Recife a este país, repetem o referido; e ainda que digam, para diminuir em parte a glória que os portugueses conseguiram, que foi uma emboscada, e não em batalha renhida, não deixam todos de confessar, ficaram desbaratados com perda tão assinalável.
 Dos Portugueses morreram o Sargento Maior Paulo de Cunha Souto Maior, o Capitão de Cavalos Manuel de Araújo de Miranda, pessoas de conhecido valor, quarenta e cinco soldados, e cerca de 200 feridos, um deles o Governador Henrique Dias e dez oficiais menores. Como também os Mestres de Campo André Vidal de Negreiros, e João Fernandes Vieira, saíram com os sinais de duas balas (...).

## Heróis da Pátria
A Lei nº 12 701, de 6 de agosto de 2012, determinou que os nomes dos principais personagens luso-brasileiros na batalha fossem inscritos no Livro de Heróis da Pátria (conhecido como "Livro de Aço"), depositado no Panteão da Pátria e da Liberdade Tancredo Neves, um cenotáfio que homenageia os heróis nacionais localizado na Praça dos Três Poderes, em Brasília.

## Outras fontes
- Relación de la Victoria que los Portugueses de Pernambuco Alcançaron de los de la Compañia del Brasil en los Garerapes 19 de Febrero de 1649